# 释永信
释永信（1965年9月6日—），俗名刘应成，号皖潁上人。曾任少林寺住持、河南省佛教协会会长、第七至十届中国佛教协会副会长、第九至十二届全國人大代表、中华全国青年联合会委员等职。2025年7月因涉嫌刑事犯罪，严重违反佛教戒律被联合调查。
其任住持期間將少林寺商業化，成立少林寺武僧团、少林实业发展有限公司、少林影视公司等机构，引起争议。

## 生平

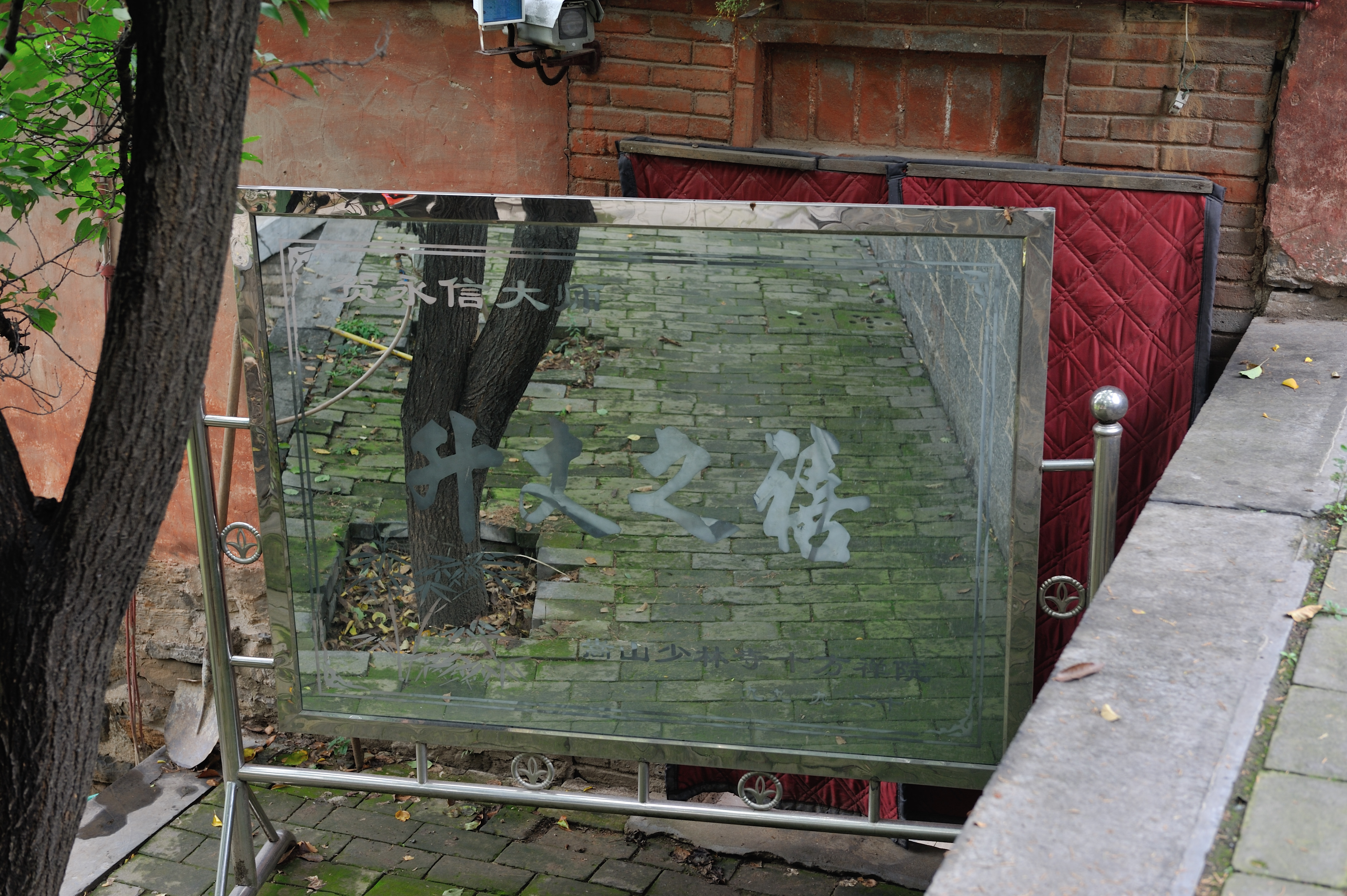
嵩山十方禅院贺释永信升丈匾

释永信于1965年9月6日出生于甘肃省临夏回族自治州永靖县。1968年随父母回到安徽省颍上县老家。1981年16岁时经父母同意后出家进入少林寺，拜当时的方丈释行正法师为师。其后曾在江西云居山、安徽九华山、北京广济寺等处學習。1984年回寺，被推选为寺院民主管理委员会成员之一，协助行正方丈处理日常寺务。同年9月，赴江西普照寺受具足戒。1987年8月，释行正圓寂，釋永信接任少林寺管理委員會主任。1999年，即前任方丈釋行正法師圓寂12年後，釋永信獲得國家宗教局和中國佛教協會的認可，在該年8月舉行升座儀式後正式接任少林寺方丈。
2025年7月27日，據少林寺官方通报，释永信因涉嫌刑事犯罪被當局正式调查，同時因严重违反佛教戒律而於翌日被中国佛教协会注销其戒牒，其少林寺住持职务亦於兩日後被解除，由洛阳白马寺住持释印乐接替。

## 少林寺商業化
从1986年开始，释永信主持开展了一系列的宣传和推广活动，宣传少林武术及少林寺：
- 1986年，主持开展少林武术典籍的整理和出版工作；成立少林寺拳法研究会，任副会长。
- 1987年，发起成立少林寺武术队，后发展为武僧团，并担任团长。
- 1988年，成立少林寺红十字会；创立少林书画研究院。
- 1989年，带领少林寺武僧团在全国巡回表演，并为郑州黄河风景名胜区修建炎黄二帝巨型塑像筹措资金进行义演。
- 1993年，成立“中华禅诗研究会”，每年编辑出版《中华禅诗》年集。
- 1994年，创立少林寺慈善福利基金会，任会长。
- 1995年，少林寺建寺1500周年纪念。释永信策划、筹备并主持了“少林寺建寺1500周年庆典法会”大型活动。
- 1996年，创办《禅露》杂志。
- 1997年，成立河南少林寺影视有限公司。
- 1998年，成立少林寺实业发展有限公司。
- 1999年，成立少林文化研究所。
- 2001年，少林寺与当地政府开始筹备为嵩山少林寺景区申报人类文化遗产项目。
- 2002年，创办少林书局。8月创建少林寺网站。
- 2004年，少林寺网站上公布少林武功秘笈和医药秘方。
- 2006年，少林寺与深圳市深圳广播电影电视集团共同举办中国功夫之星全球电视大赛，以后每年续办。

1990年以来，释永信和他率领的少林武僧团、佛教文化交流团出访了香港、台湾、日本、韩国、美国、俄罗斯、英国、奥地利、德国、西班牙、澳大利亚、加拿大、泰国、马来西亚、新加坡、阿联酋等40多个国家和地区，大力宣传少林武术及少林寺。其旗下的少林影视公司等机构也出版了大量与少林寺密切相关的书籍和纪录片、电视剧、音像制品等。
经过释永信数年的商业化推广，少林寺在全球的知名度大大提高，同时也获得了丰厚的经济收入。少林寺旅游景区管理局统计数据显示：2006年少林寺门票收入突破1亿元。少林寺在海外开设的分寺收入达每年1000万英镑，其中1/3归寺院。少林寺旗下的其它各项产业所带来的收入尚未计算在内。

## 争议

### 少林寺商业化
释永信对少林寺的商业化经营和推广，引起了部分争议。他也因此被称为“少林CEO”、“政治和尚”、“经济和尚”。但他认为：“我们不是为了经济收入，少林寺的门票收入已经完全足够僧人的开销，我们是为了光大佛教事业。”2006年，因对登封旅游事业做出突出贡献，释永信获得当地政府赠送的价值100多万元的大众越野车。2009年11月，少林寺官网遭遇黑客攻击，並貼出偽造的释永信对少林寺商业化悔过书。

### 涉嫌犯罪
2015年7月26日，网络上出现一个名为《少林寺方丈释永信这只大老虎，谁来监督》的举报贴。该帖子的作者“释正义”自称是一名少林寺弟子。他在帖子中举报释永信，称其有双重户籍，强奸尼僧释延果，包养数名情妇，与哈尔滨女子关丽丽、尼僧释延洁（俗名：韩明君）各有一名私生女，并出具相关证据。30日，29名少林寺弟子在网络上发表声明，指称“释正义”为被释永信逐出少林寺的原武僧总教头释延鲁，并谴责其“欺师灭祖”的行为。对此释延鲁否认，少林寺方面声称不清楚此人是否是释延鲁。释永信原定要在8月2日率团赴泰国曼谷参加少林功夫表演，但受到登封市宗教局的调查而未出国，由少林寺首座释永福临时带团。登封市公安局少林派出所的副所长来到少林寺中询问释永信并做了三页笔录。8月8日，释延鲁带领释永信前法律顾问王永华等少林寺相关人士，在北京向国家宗教局实名举报释永信，举报内容与先前的“释正义”相似。8月25日，国家宗教局透露，针对释永信的举报材料，已转送河南省宗教局了解核实。2015年11月，河南调查组公布了调查初步结果：释永信没有私生子女，方丈资格的获得“程序如法合规”；被举报的经济和其他问题，正在依法依规调查中。

#### 正式被查
释永信於2025年2月访问梵蒂冈与时任教宗方济各会面，回國後旋即被限制出境；同年5月郑州市和登封市的宗教局、统战部派员进驻少林寺调查。其後甚至傳出其携带7名情人、21名子女、6名寺院工作人员共38人企圖潜逃美国，但於上海浦东机场遭拦截的謠言，更導致开封警方出面辟谣。
2025年7月27日，少林寺管理处官方通报，释永信涉嫌刑事犯罪，挪用侵占项目资金寺院资产；严重违反佛教戒律，长期与多名女性保持不正当关系并育有私生子。目前正在接受多部门联合调查。有关情况将及时向社会公布。消息指释永信於7月25日深夜被“叫走”。
7月28日，中国佛教协会发布公告表示，释永信的所作所为性质十分恶劣，严重败坏了佛教界的声誉，损害了出家人的形象，该会坚决拥护和支持对释永信的依法处理决定。日前，该会收到河南省佛教协会报来《关于注销释永信戒牒的报告》。根据有关规定，中国佛教协会同意对释永信的戒牒予以注销。
7月29日，释永信的少林寺住持職務由洛阳白马寺住持释印乐接替。